# Тудхалия Младший
Тудхалия (III) Младший — царь Хеттского царства.
Сын (по другим версиям, внук или зять) Тудхалии III (II). Правил несколько месяцев. Из-за своей неспособности организовать оборону страны от наступающих со всех сторон врагов, был свергнут и убит Суппилулиумой, сыном Тудхалии III, и его военачальниками. В ходе переворота погибли или были арестованы и сосланы многие мужчины — члены семьи Тудхалии III. Не исключено, что поводом к перевороту послужило известие о полной гибели хеттской армии, ведущей наступление против враждебного хеттам Митанни. Сведения о правлении Тудхалии Младшего сохранились в надписях одного из его преемников, царя Мурсили II.